# Бентешина
Бентешина (*шум. IZAG.ŠEŠ; д/н — 1230 до н. е.) — володар царства Амурру в 1280—1275 і 1260—1230 роках до н. е. Ім'я перекладається як «Брат праведний».

## Життєпис
Син Дуппі-Тешшупа. Посів трон близько 1280 року др н.е.. Невдовзі зазнав поразки від єгиптян на чолі з Сеті I, зверхність якого визнав. Втім після повернення того до Єгипту, знову перейшов на бік хеттів. В 1276/1275 році до н. е. внаслідок посилення єгипетської загрози перейшов на бік фараона Рамсеса II. Напередодні битви при Кадеші зазнав поразки від хеттів і потрапив у полон до хеттського царя Муваталлі II. Той поставив новим царем Амурру Шапілі.
Спочатку Бентешину було заслано до власне хеттських земель. Втім згодом на прохання Хаттусілі, намісника Верхньої Країни, був переданий йому. Колишній цар Амурру мешкав у місті Хакпіш.
Після захоплення трону хеттів Хаттусілі той з військом рушив проти Шапілі, якого повалив близько 1260 року до н. е. На троні було відновлено Бентешину. Останній оженився з донькою хеттського царя. При цьому донька Бентешини стала дружиною Неррікайлі, сина Хаттусілі III.
Спільно з Угаритом (з царями цього міста-держави Бентешина підтримував дружні стосунки) за правління Бентешини царство Амурру стає оплотом хеттів у Передній Азії. Зумів приєднати до власних володінь місто-державу Кадеш. Відомі його конфлікти з посланцями і торгівцями з Вавилону. Згодом оголосив свого сина Шаушгамуву співцарем.
Зберігав вірність хеттським царям до самої смерті. Помер між 1235 і 1230 роками до н. е.